# Чеменземинли, Юсиф Везир
Юсиф Везир Чеменземинли (азерб. یوسف وزیر چمن زمینلی, Yusif Vəzir Çəmənzəminli, (настоящая фамилия Везиров); 12 сентября 1887, Шуша — 3 января 1943, ст. Сухобезводная, Горьковская область) — азербайджанский писатель, прозаик, публицист, драматург, историк, фольклорист и политический деятель. Первый дипломатический представитель АДР в Османской империи. Печатался под псевдонимами Серсем, Чеменземинли Алигулухан, Зарасб и Чеменземинли Али Хан.

## Биография
Юсиф Везир Чеменземинли родился 12 сентября 1887 года в городе Шуше в семье Мешеди Мирбаба бека Везирова и Сеид Азизы ханум. Фамилия Везиров связана с одним из влиятельных визирей Карабахского ханства Мирзы Джамала Джеваншира, занимавшего этот пост в период правления Ибрагим Халил-хана и Мехти Кули хана. Эта фамилия переходила из поколения в поколение. Двоюродный брат одного из «26 бакинских комиссаров» Мир Гасана Везирова.
Отец Юсифа Везирова превосходно знал персидский и турецкий языки, знал литературу (любил Фирдоуси и Физули), преподавал мугам и за свою жизнь побывал во многих странах Востока.

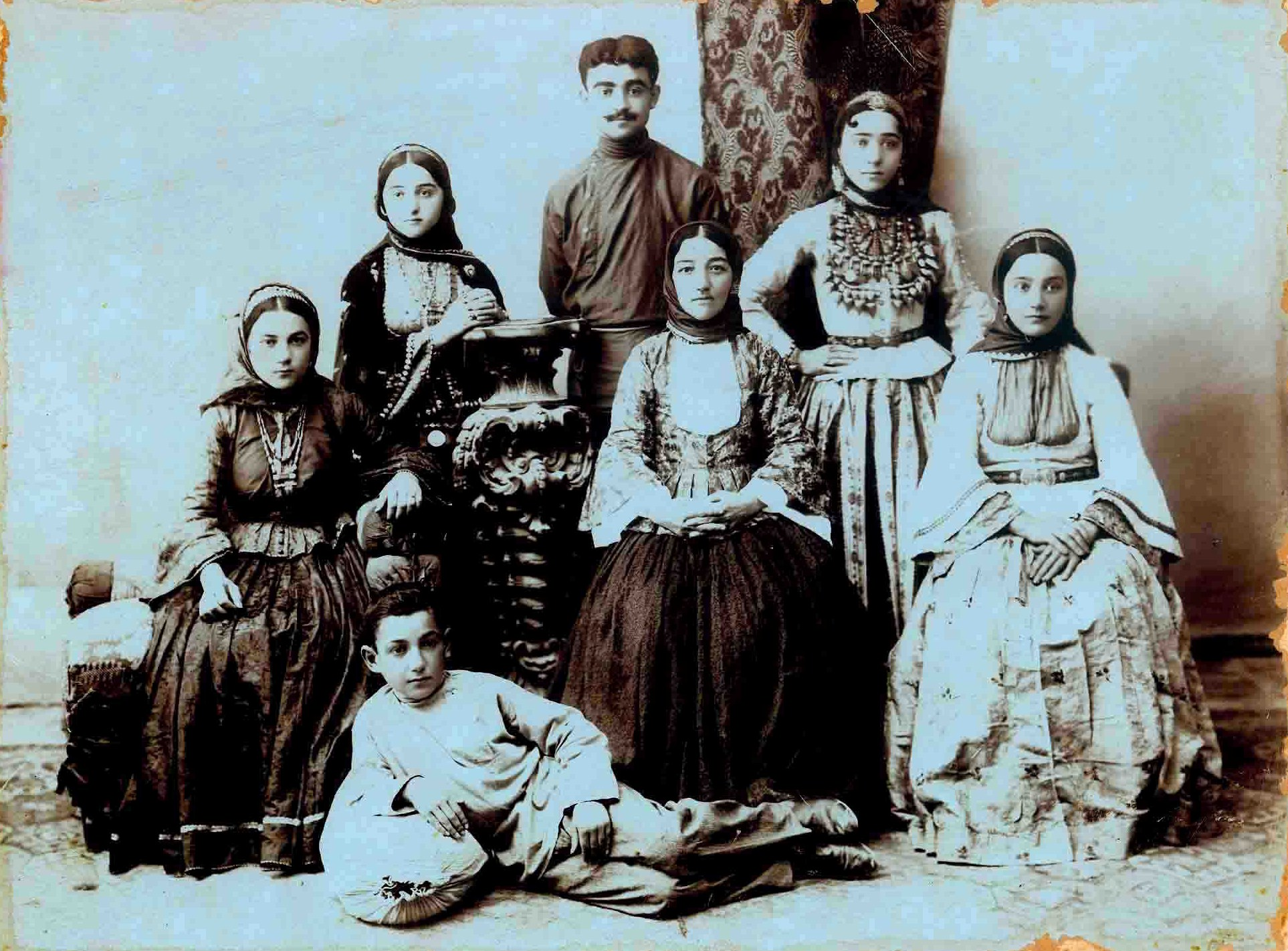
С семьёй в Шуше. 1906 год.

Получив первоначальное образование в школе Моллы Мехти, прославившегося под псевдонимом «Кар Халифа», он продолжил учёбу в русской школе города Агдама. Отучившись год в этой школе, в 1896 году он возвратился в Шушу и поступил в Шушинское реальное училище, которое среди средних учебных заведений Кавказа того времени считалось одним из лучших. В училище он больше внимания уделял биографиям художников и скульпторов и отставал по математике, из-за чего остался на второй год. Ещё с детских лет он занимался рисованием: сначала он рисовал картины, затем начал рисовать общественно-политические карикатуры. Повзрослев, он получил доступ к библиотеке старшего брата, где он стал читать и впервые познакомился с классиками русской и зарубежной литературы. Учась в Шушинском реальном училище, он написал на русском языке своё первое стихотворение «Жалоба». Юсиф Везир показал несколько своих стихов своему учителю русского языка Клемию. Учитель посоветовал ему читать Чехова. Сатирические рассказы Чехова Юсифу Везиру очень понравились, в дальнейшем это повлияло на его становление как писателя коротких рассказов. Учась в Шушинском реальном училище, он вместе со своим двоюродным братом Мир-Гасаном Везировым (впоследствии одним из 26-ти бакинских комиссаров) издавал ежемесячный юмористический журнал на русском языке «Фокусник», который хоть и был небольшим по объёму, но довольно серьёзным по содержанию.
После кровавых событий 1905 года в Шуше во время армяно-азербайджанской резни после долгой болезни умирает отец Юсиф Везира, и вся тяжесть по содержанию семьи ложится на плечи 19 летнего Юсифа. Продав имущество отца в Агдаме, по возвращении в Шушу Юсиф Везир заболел. Во время долгой болезни их семье помогали их соседи — 3 брата из Южного Азербайджана, которых некогда приютил отец Юсифа Везира Мешеди Мирбаба. Выздоровев после 3-х месяцев болезни, Юсиф дал обещание, что если в будущем он станет известным человеком, то непременно возьмёт себе псевдоним «Чеменземинли» в честь села своих соседей из Южного Азербайджана.
В 1907 году Юсиф Везир едет в Баку и поступает в Бакинское реальное училище. В 1911 году В газете «Сада» и сатирическом журнале Молла Насреддин печатаются его рассказы.
Окончив в 1909 году реальное училище Юсиф Везир отправляется в Петербург и подаёт документы в Институт гражданских инженеров. Но поняв, что не сможет пройти экзамен по математике, он забирает свои документы обратно. В Петербурге он пишет свой известный рассказ «Путевка в рай» и стихотворение, посвящённое народному герою Дагестана Шамилю.

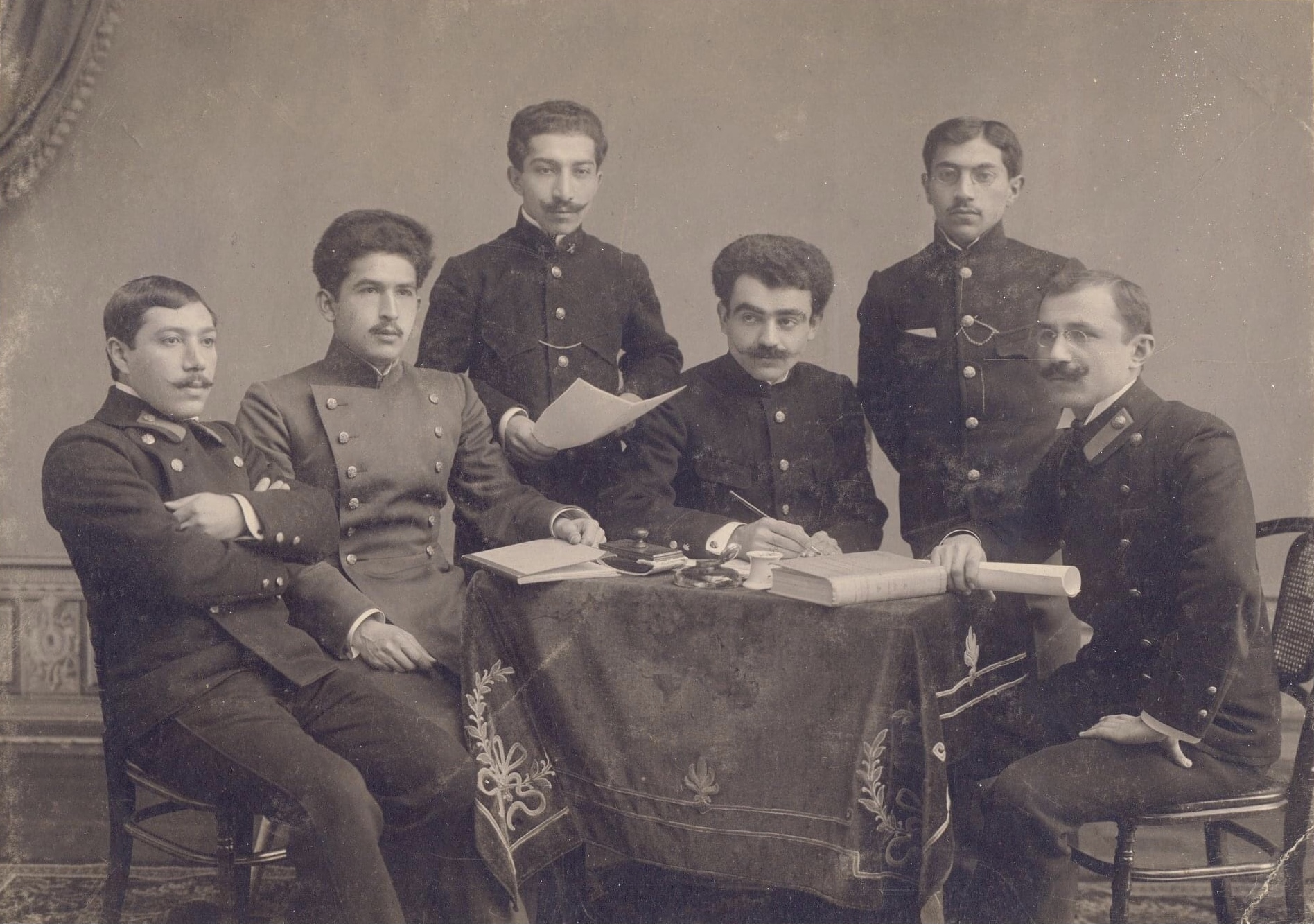
Среди студентов в Киеве. 1913 год.

В 1910 году Чеменземинли поступил на юридический факультет Императорского университета Святого Владимира города Киева. За всё время учёбы в Университете он ни на миг не прерывал связи с Азербайджаном. За эти годы Юсиф Везир не раз печатался в газетах и журналах, издаваемых на Родине. Именно в этот период увидели свет такие его труды, как «Фактическое положение азербайджанской мусульманки», «Кровавые слёзы», «Мать и материнство». Позже были написаны статьи «Азербайджанская автономия», «Кто мы и чего хотим?», «История литовских татар», «Наша внешняя политика», «Проблемы нашей нации и культуры» и т. д.
В 1915 году из-за Первой мировой войны царское правительство перевело Киевский университет в Саратов. Окончив университет, Юсиф Везир устраивается на работу судьёй в Саратовскую судебную палату. Из-за недостатка средств на пропитание, он возвращается в Киев. Там, вступив в организацию «Земство», он едет на фронт. Во время февральской революции Юсиф Везир находился в Галиции. События тех времен он описал в своих романах «Студенты» и «В 1917-м году».
В 1917 году Юсиф Везир возвращается из Галиции в Киев. Здесь, собрав вокруг себя азербайджанских студентов, он создает азербайджанское общество, председателем которого был избран. 1 ноября 1918 года постановлением правительства АДР М. Везиров был назначен дипломатическим представителем в Украинской народной республике. Одновременно он являлся диппредставителем в Крыму и Польше. Одной из основных задач диппредставительства было ознакомление общественности этих стран с Азербайджаном. С этой целью представительством организовывались вечера, публиковались в газетах и журналах статьи по истории, литературе, культуре, торговле и экономике Азербайджана.
В 1918 году из-за гражданской войны обрывается связь с Азербайджаном. Юсиф Везир едет в Симферополь, где он вынужден был остаться на несколько месяцев. Служил в должности товарища (заместителя) министра иностранных дел Джафара Сейдамета. Затем занимал должность директора юстиции в Татарской Директории. В крымской газете «Миллет» печатается его статья «Азербайджан и азербайджанцы» и в 1919 году выходит его книга «Литовские татары». По возвращении на родину он в газете «Азербайджан» печатает серию статей «Наша внешняя политика», «Наши национальные и культурные вопросы».

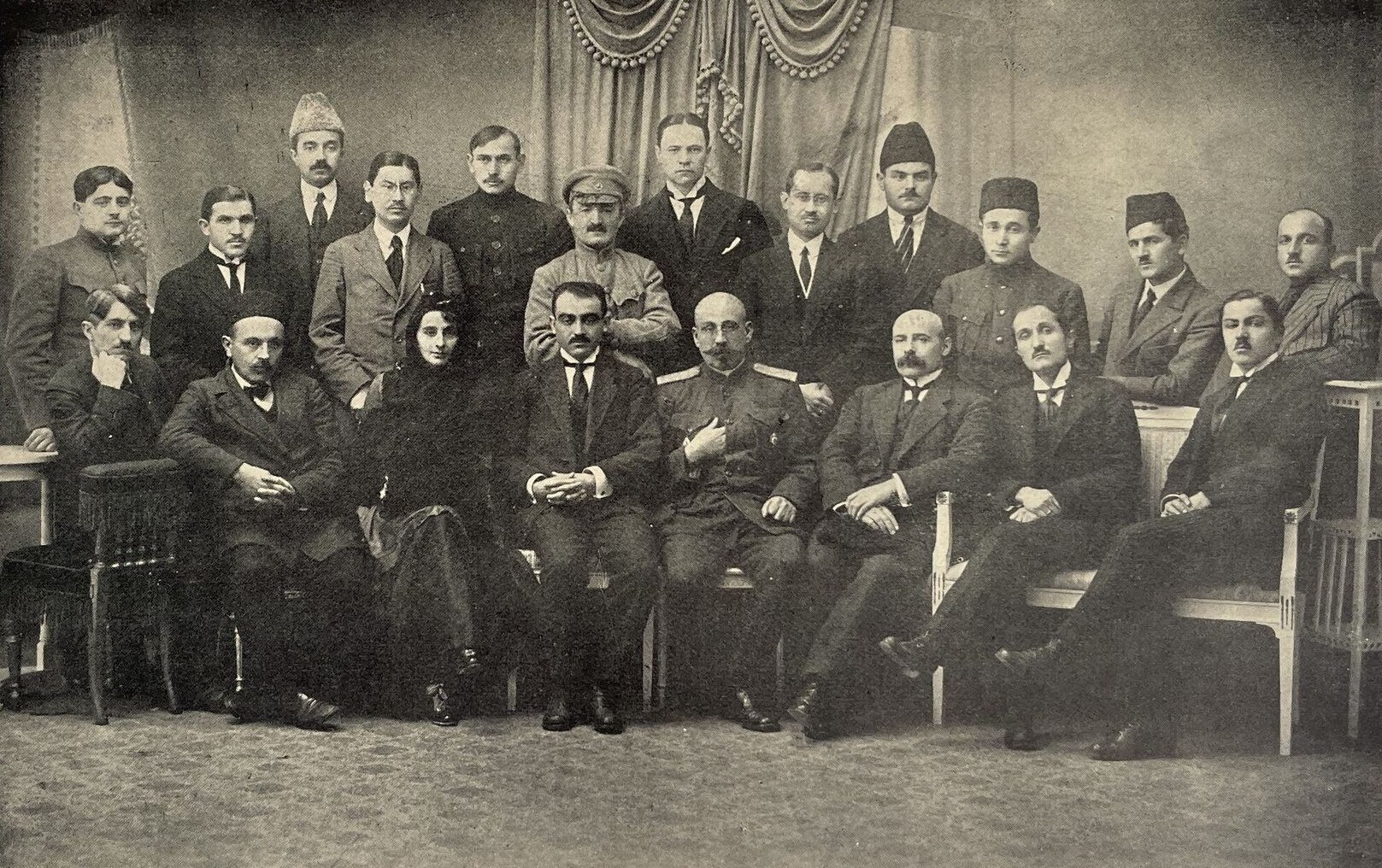
Лидеры крымскотатарского национального движения и общественно-политические деятели. 1919 год. Слева направо сидят: У. В. Балич, С. Мисхорлы, Ш. Гаспринская, Ю. В. Чеменземинли, Альмахсид Цаликов, С. У. Хаттатов, Д. Г. Рустамбеков, А. Озенбашлы; стоят: А. Сеттаров, А. Одабаш, Э. Ф. Гозайдин, Полторжицкий, Казанлы, неизвестный (черкес), А. Кричинский, А. Мухарский, В. Ибраимов, М. Енилеев, Х. Чапчакчи, Б. Одабаш.

1 августа 1919 года постановлением правительства АДР он был направлен в Стамбул в качестве дипломатического представителя. Занимаясь в Стамбуле дипломатическими делами, он продолжал свою литературную деятельность, и в 1921 году издаются его книги «Взгляд на азербайджанскую литературу» и «Азербайджан — исторический, географический и экономический», которые были полны научными наблюдениями писателя.

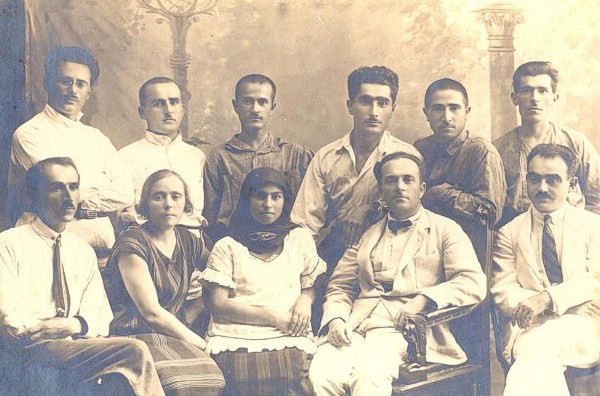
Среди своих студентов в Баку. 1926 год.

После установления Советской власти в Азербайджане Юсиф Везир объявляет о прекращении своей деятельности. Он едет в Париж к своему младшему брату Мирабдулле, который учился на факультете дипломатии Парижского института политических наук. Из-за невозможности работы в качестве юриста во Франции он работал рабочим на локомотивном и автомобильном заводах в городе Клиши недалеко от Парижа. Он также сотрудничал с газетой «Парижские новости», где печатал свои статьи под заглавием «Восточные письма».
После неожиданной болезни и смерти младшего брата Юсиф Везир решает во что бы то ни стало вернуться на родину. Он пишет письма представителю Советов в Париже и председателю Совета народных комиссаров Азербайджанской ССР Газанфару Мусабекову. Первый секретарь ЦК компартии Азербайджана Киров поддержал желание Юсифа Везира вернуться. И в 1926 году Юсиф Везир навсегда возвращается из эмиграции на родину.
Вернувшись на родину, Юсиф Везир работает редактором художественного отдела в издательстве «Бакинский рабочий», затем в общественно-культурном отделе Комитета по государственному планированию и одновременно занимался преподаванием. Сначала преподавал на факультете востоковедения и педагогики АГУ, а затем на факультетах азербайджанского и русского языка в Педагогическом, Медицинском и Нефтяном институтах. Одновременно Юсиф Везир был одним из редакторов «Русско-Азербайджанского словаря» под редакцией Рухуллы Ахундова. В 1930-35 годах он издаёт свои романы «Девичий родник», «Студенты», «В 1917-м году», пишет комическую пьесу «Хазрати Шахрияр».

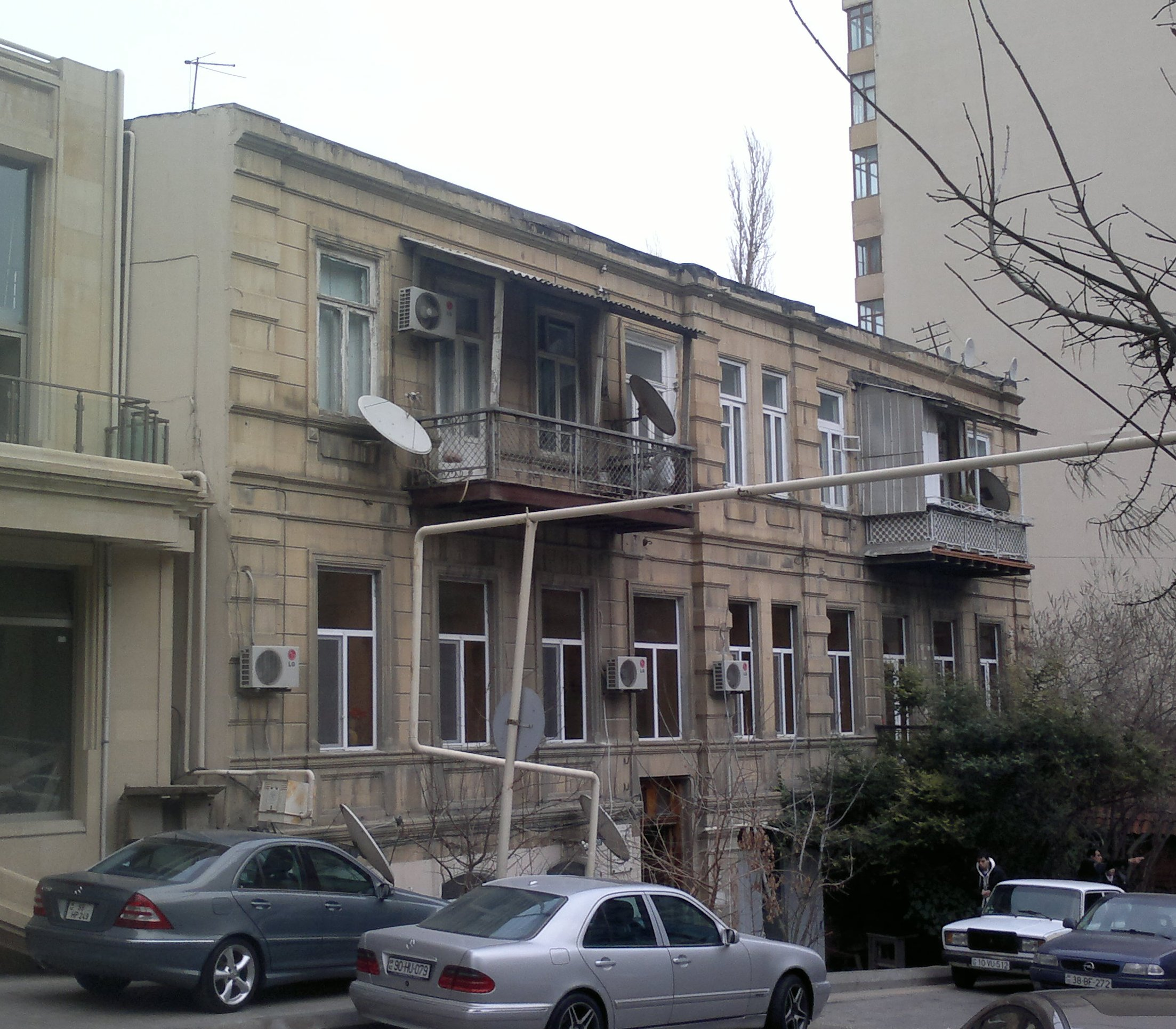
Дом в Баку, в котором проживал Чеменземинли

Юсиф Везир работал и над переводами. Он перевёл с русского на азербайджанский произведения Л. Толстого, И.Тургенева, А.Неверова, Н. Гоголя, В. Лавренова, В. Гюго и других. В 1937 году он закончил свой исторический роман «Между двух огней», но издать роман он не успел. Роман был напечатан с сокращениями в журнале «Азербайджан» лишь в 1960 году под названием «В крови». За 3-4 месяца до увольнения из Союза писателей Азербайджана Юсиф Везир передал «Азерфильму» киносценарий своего произведения «Алтунсач». Несмотря на то, что произведение было одобрено руководством «Азерфильма», договор так и не был заключен из-за критики его романа «Студенты».
В 1937 году Юсиф Везир под разными предлогами был отстранён от работы.
В 1940 году он был осуждён и отправлен в лагерь Унжлаг для заключённых в Горьковскую область на станцию Сухобезводное, где и скончался 3 января 1943 года.